# オルデンブルク (領邦)

オルデンブルク伯領
（1108年ー1774年）
オルデンブルク公国
（1774年ー1810年）
オルデンブルク大公国
（1815年ー1918年）

国歌: Heil dir, o Oldenburg
ドイツ帝国内におけるオルデンブルク大公国

オルデンブルク（ドイツ語: Oldenburg, 低ザクセン語: Ollnborg）は、中世から近代にかけてのドイツに存在した領邦国家。首都であるオルデンブルク（現在はニーダーザクセン州の都市）、およびそれに由来する領主・君主の爵位によりこの名称で呼ばれる。
中世にオルデンブルク伯領（Grafschaft Oldenburg）の領主（オルデンブルク伯）であったオルデンブルク家からは、のちにデンマーク王家（オルデンブルク朝）が出た。またオルデンブルク家の分家にあたるホルシュタイン＝ゴットルプ家は、ロシアのロマノフ家（ピョートル3世以後）にもつながっている。それゆえにオルデンブルクは、神聖ローマ帝国に属する領邦でありながらデンマーク王が領主となっていた時代（1667年 - 1773年）があり、また短期間ながらロシア皇帝が領主になっていた（1773年）。1777年にはホルシュタイン＝ゴットルプ家のもとでオルデンブルク公国（Herzogtum Oldenburg）となるが、ナポレオン戦争中にはフランス帝国による支配を受けている（1810年 - 1813年）。ウィーン会議の結果オルデンブルク大公国（Großherzogtum Oldenburg）となり、1871年にドイツ帝国の構成国の一つとなった。

## 地理
首都オルデンブルクは、ヴェーザー川河口にもほど近い、支流フンテ川 (Hunte) のほとりに位置する都市である。都市オルデンブルクを中心とするヴェーザー川下流域一帯が、領邦オルデンブルクの本土にあたる。
この地域は古代においてフリース人が暮らしたフリースラントと呼ばれる地域の東端にあたる。オルデンブルクを中心としてザクセン人が支配を押し広げた結果、北にはワッデン海・ヤーデ湾に面する領域が形成された。フリース人の文化の名残りは、ザーターラント (Saterland) で話される東フリジア語などに残されている。
ドイツ帝国期のオルデンブルク大公国は、ドイツ帝国内に拡散した3つの領域を持っていた。本土のほか、リューベック市北部に隣接する旧リューベック司教領の一部（北部リューベック）、プロイセン王国ライン州内に位置しバイエルン王国領プファルツ地方にも近い旧ビルケンフェルト侯国である。北部リューベックとビルケンフェルトは、それぞれ19世紀初頭にオルデンブルクの領邦に含まれることになった土地である。

## 歴史

### オルデンブルク伯領
オルデンブルクの伯として最初に知られる人物は、エリマール1世 (en) （1108年没）である。エリマール1世の子孫は、ザクセン諸公国の家臣として、あるいは対抗者として現れる。1180年、皇帝フリードリヒ1世がザクセン公ハインリヒ3世の公領を没収した際、オルデンブルク伯も帝国諸侯（フュルスト）としての地位を認められた。この時のオルデンブルク伯領 (de:Grafschaft Oldenburg) にはデルメンホルスト伯領も含まれていたが、デルメンホルスト伯領はその後一族の若い分枝のための所領としてしばしば分割された（1262年-1447年、1463年-1547年、1577年-1617年）。
13世紀初頭、オルデンブルク伯領はその北や西に広がる、独立のものもあれば半独立のものもあったフリース人諸国（フリースラント）との一連の戦争を戦い、領土を次第に拡大させた。オルデンブルク伯は、隣接する自由ハンザ都市ブレーメンやミュンスター司教 (en) とも頻繁に戦争を繰り返した。

### デンマークとオルデンブルク

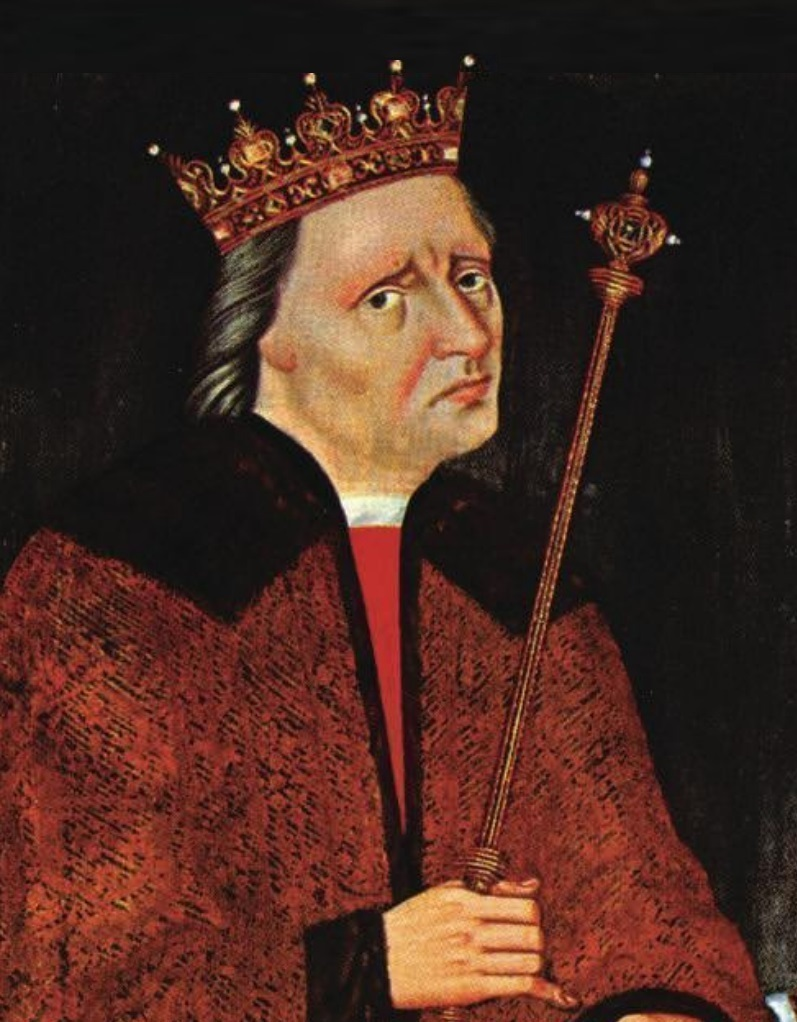
デンマーク王クリスチャン1世（オルデンブルク伯クリスティアン7世）

Fortunatusとも呼ばれたディートリッヒ (en) の子で、1440年にオルデンブルク伯位を継承したのが、クリスティアン7世である。母方の家系でデンマーク王につながっていた（ホルシュタイン伯家出身の母がエーリク5世の血を引いていた）クリスティアン7世は、1448年にデンマーク王に選出された（クリスチャン1世。彼にはじまる王朝がオルデンブルク朝（オレンボー朝）である）。これにより、オルデンブルクはデンマーク王国から遠く離れた飛地となった。オルデンブルクの統治を委ねられた王の弟たちは、しばらくのあいだ専制政治をおこなった。
さらにクリスチャン1世は、1450年にノルウェー王、1457年にスウェーデン王を兼ねた。1460年にはシュレースヴィヒ公国およびホルシュタイン公国を継承したが、これはその後のオルデンブルクの歴史にとって重要な出来事となる。クリスチャン1世は1454年、弟のゲルハルト6世 (en) にオルデンブルク伯の地位を譲った。ゲルハルト6世は好戦的な君主であり、ブレーメン司教 (en) やその他の隣国と恒常的に戦争を繰り広げた。1483年、ゲルハルト6世は息子たちによって退位に追い込まれ、スペインへの巡礼に出て客死することになる。

### 宗教改革と三十年戦争

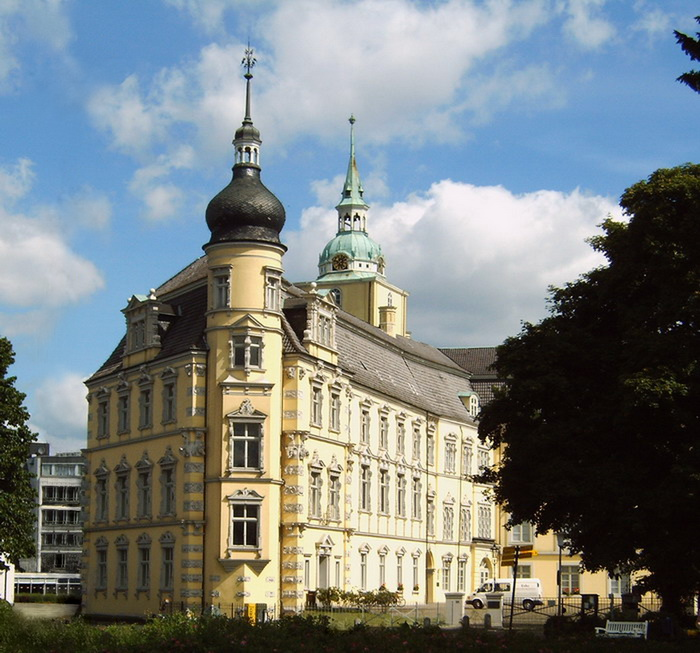
オルデンブルク城

16世紀初頭、オルデンブルク伯ヨハン5世 (en) は再びフリース人を犠牲にして勢力を拡大した。ヨハン5世死後、4人の息子が伯爵領を共同統治した。その一人アントン1世 (en) はルター主義を導入し、修道院を抑圧した。その一方でシュマルカルデン戦争においてはカトリック教会を支持する皇帝カール5世に対する忠誠を貫き、領土を増やした。アントンの弟クリストファも軍人として名声を得た人物で、デンマーク王クリスチャン2世の復位を目指し伯爵戦争（1534年 - 1536年）を戦った。
アントン1世の孫にあたるアントン・ギュンター (en) は、1603年に伯位を継いだが、自らをしてオルデンブルク歴代で最も聡明な君主とみなしていた。イェファーはアントン・ギュンターの継承以前に伯領に編入されていたが、1624年にクニップハウゼン (de:Kniphausen) とファーレル (Varel) を領土に加え、1647年にはデルメンホルストを最終的に統合した。三十年戦争においては中立的立場を保ち、またティリー伯には貴重な軍馬を提供することによって、他のドイツ諸国が蒙った荒廃から自領を免れさせることができた。また彼は、ヴェーザー川を航行する船から通行料を徴収する権利を皇帝から得、豊かな資産を築く財源とした。1607年に彼はルネサンス式の城館を築いた。しかしアントン・ギュンターは1667年に男子なく没し、オルデンブルクは同族であるデンマーク王国（オルデンブルク朝）の支配下に1773年までの約100年間置かれることとなった。

### オルデンブルク公国の成立

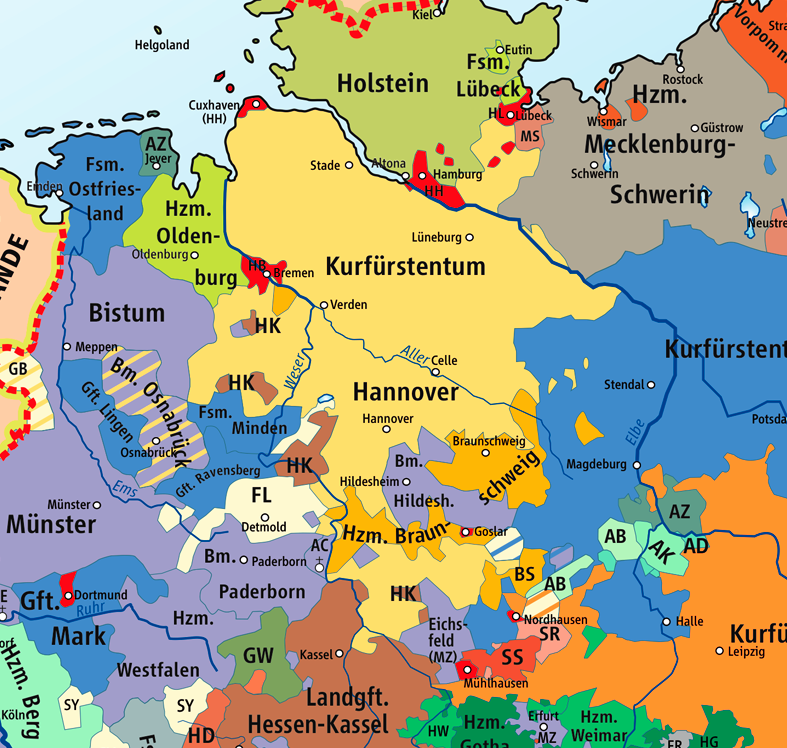
1789年のドイツ北部

オルテンブルク家の分枝であるホルシュタイン＝ゴットルプ家は、1544年にデンマーク王クリスチャン3世が異母弟のアドルフを、シュレースヴィヒ＝ホルシュタイン＝ゴットルプ公（かつてのシュレースヴィヒ公国およびホルシュタイン公国の一部）としたことにはじまる。この系統からは、スウェーデン王家（ホルシュタイン＝ゴットルプ王朝）が出たほか、リューベック司教侯家などの王侯が輩出した。第6代シュレースヴィヒ＝ホルシュタイン＝ゴットルプ公カール・フリードリヒはロシア皇女のアンナ・ペトロヴナと結婚、その子であるピョートル3世はロシア皇帝となった（以後のロマノフ朝をホルシュタイン＝ゴットルプ＝ロマノフ王朝とすることもある）。ピョートル3世の妃であったエカチェリーナ2世も母がリューベック司教侯家出身で、ホルシュタイン＝ゴットルプ家の血を引いている。
1773年、デンマーク王クリスチャン7世は、ピョートル3世とエカチェリーナ2世の子パーヴェル1世にオルデンブルク伯領を割譲した。デンマークとロシアは、シュレースヴィヒ公国およびホルシュタイン公国を共有しており、オルデンブルク割譲はロシア側がシュレースヴィヒとホルシュタインに関する権利をデンマークに引き渡すことの代償であった。パーヴェルは、大伯父にあたるホルシュタイン＝ゴットルプ家出身のリューベック司教侯フリードリヒ・アウグスト1世をオルデンブルク伯とした。1777年に陞爵が行われてオルデンブルク公国 (de:Herzogtum Oldenburg) となった。
フリードリヒ・アウグスト1世の子ヴィルヘルムは1785年にオルデンブルク公を継いだが、精神疾患のためすでに襲爵前に無能力が宣言されていた。このため従弟であるリューベック司教侯ペーター（のちペーター1世）が摂政としてオルデンブルク公国を動かしていた。1803年の帝国代表者会議主要決議により、オルデンブルク公国はオルデンブルク＝ミュンスターラント (Oldenburg Münsterland) とリューベック司教領を併合した。

### ナポレオン戦争と大公国の成立

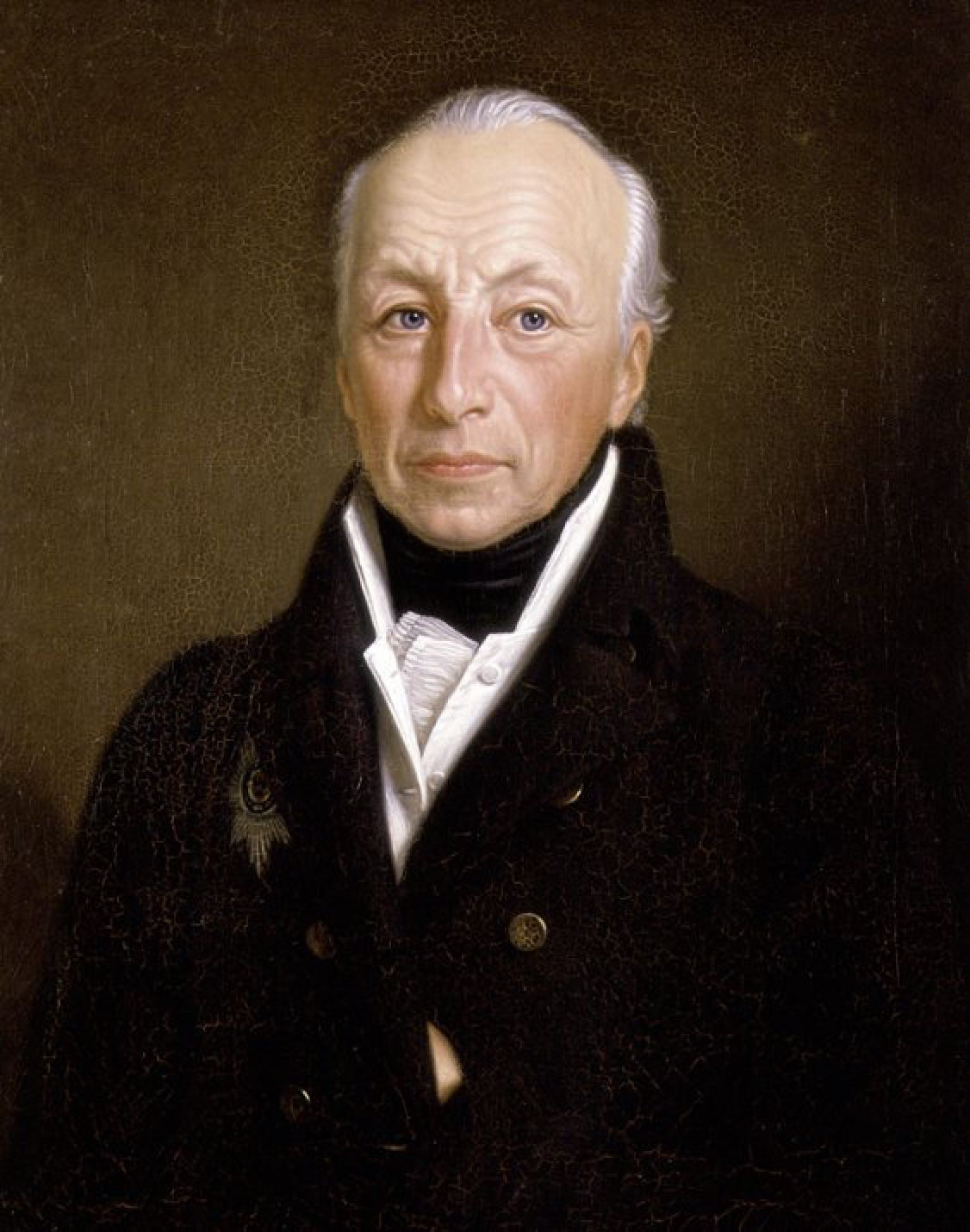
ペーター1世

ナポレオン戦争中の1806年、オルデンブルク公国はフランス帝国軍およびオランダ（ホラント王国）軍によって占領され、摂政ペーターはフランスとともに戦うことを余儀なくされ、1808年にライン同盟に参加した。しかし1810年、ナポレオンは、エアフルト公国 (de:Fürstentum Erfurt) との領地交換を拒否したことを理由として、オルデンブルク公国領を没収しフランス帝国に編入、ブレーメンを中心とするBouches-du-Weser県などの一部とした。
ペーターはロシアに亡命し、第六次対仏大同盟に加わった。ナポレオン没落後の1813年、摂政ペーターはオルデンブルクに帰国した。ウィーン会議においてロシア皇帝アレクサンドル1世のために協力し、これに報いるためとしてオイティン (Eutin) 、ビルケンフェルトが与えられた。また、オルデンブルクの君主号は大公に進められ、オルデンブルク大公国 (de:Großherzogtum Oldenburg) が成立する。1823年にヴィルヘルムが死去、摂政ペーターがオルテンベルクの君主ペーター1世となるが、両者とも存命中は「大公」の称号を公称しなかった。1829年ペーターが死去し、その子のアウグストが跡を継いだ。アウグストが「オルデンブルク大公」を公称した初代となる。

### 革命とドイツ統一
ヨーロッパを席巻した1848年革命からオルデンブルクも免れることはできなかったが、大きな衝突が発生することもなかった。1849年に憲法が制定されたが、アウグストの性格によって非常にリベラルな憲法となった。特権貴族が存在せず、農民の自立性が比較的高く、都市が重要な地位を占めるという背景の中でアウグストは啓蒙専制君主として国家を運営した。このため、一定の摩擦は避けられなかった。1852年、憲法にいくつかの改正が行われたが、それでもドイツ連邦の中では最も進歩的な憲法であった。1855年、1868年に行政機構の大きな改革が行われた。また、1863年には教会の業務を政府が監督することが法律によって定められた。
1853年にはヤーデ湾西岸の一角がプロイセンに売却された。プロイセンはこの土地に軍港都市ヴィルヘルムスハーフェンを建設した。
ドイツとデンマークの間に位置するシュレースヴィヒ公国およびホルシュタイン公国については、1840年代からの帰属に関する民族紛争が生じ（シュレースヴィヒ＝ホルシュタイン問題）、関係諸国を巻き込み二度の戦争に発展した。こうした中で、ペーター2世は、1863年にシュレースヴィヒ公国およびホルシュタイン公国の公位請求権者となった（ホルシュタイン＝ゴットルプ家の本家筋にあたるロシア皇帝家が請求権を放棄したためである）。普墺戦争（1866年）を経て両公国がプロイセン王国により併合されると、1867年にペーターはプロイセン王国と協定を結び、請求権を放棄して補償を受け取っている。ペーター2世はオーストリア帝国と対立する立場を示し、オルデンブルク大公国は1866年に北ドイツ連邦に参加、1871年にドイツ帝国の構成国となった。
1918年、ドイツ革命が勃発して君主制が廃止され、オルデンブルク大公国も終焉を迎えた。その領域にはオルデンブルク自由州が設立された。